# Дороги борьбы
«Дороги борьбы» (нем. Als Martin vierzehn war) — драматический фильм 1964 года производства ГДР,
снятый режиссёром Вальтером Беком по рассказу Ганса Шёнрока.

## Сюжет
Для четырнадцатилетнего Мартина и его подруги Катрин из небольшой немецкой деревне Мекленбург в марте 1920 года заканчивается беззаботное детство. В деревне,
в которой они живут, начинаются события, связанные с Капповским путчем. В сарае землевладельца фон Брёдера Мартин
случайно обнаруживает тайник с оружием, предназначенным для путчистов. После разоблачения фон Брёдера крестьяне грузят оружие на повозку и отправляют её 
рабочим в ближайший городок. Обманув караульный пост, Мартин со своим единомышленником доставляет оружие рабочим в городок Пренцлин.
Во время забастовки деревенских жителей против путча в деревню приезжают солдаты для того, чтобы прекратить беспорядки. После подавления протеста солдаты
заключают деревенских бунтарей под стражу. Ускользнув от постового охраны моста, Мартин переплывает реку и возвращается в город. Он сообщает рабочим
о сложившейся обстановке в его деревне и просит их о помощи. По возвращении из города Мартин видит, как солдаты расстреливают отца Катрин. Спустя время
Мартин попадается на глаза солдатам, и его отправляют в тюрьму. Ему удаётся сбежать из-под стражи и выбраться на свободу. После того как в деревню прибыл
батальон вооружённых рабочих, начался кровопролитный бой, в котором Мартин проявил себя как смелый борец за свободу.

## В ролях
- Ульрих Балко — Мартин
- Эрик Велдре — Карл
- Эльфи Манн — Катрин
- Хельмут Шрайбер — отец Мертенс
- Фридо Зольтер — Штибе
- Лотте Лёбингер — мать Штаммер
- Ганс Хардт-Хардтлофф — отец Штаммер
- Манфред Хайне — фон Брёдер
- Харри Хиндемит — Фогт Кройцер
- Альбрехт Деллинг — фон Дюренберг
- Рудольф Ульрих — доктор Брандт
- Эрих Мирек — рабочий
- Вильгельм Адельт — рабочий
- Вернер Каменик — наёмный рабочий Элерс
- Фред Людвиг — наёмный работник Марквардт
- Хорст Детлофф — рабочий
- Фриц Хофбауэр — наёмный работник
- Герхард Рахольд — лейтенант
- Нико Турофф — Пансе

## Показ
Премьера состоялась 18 декабря 1964 года в берлинском кинотеатре «Космос». Впервые фильм был показан
по телевидению 16 августа 1978 года в первой программе телевидения ГДР.

## Критика
В газете «Neues Deutschland»  F. S. написал:

Сюжет прост, но оставляет место для подвигов. Что особенно отличает фильм — особенно в отношении его преимущественно юной аудитории — так это то, что он никогда не вызывает скуки, это боевик в положительном смысле этого слова.— Neues Deutschland
Lexikon des internationalen Films пишет:

Детский фильм, в котором показан один из этапов истории немецкого рабочего движения. Несмотря на приключенческий сюжет, фильм скорее скучный, примитивный.— Lexikon des internationalen Films

## Награды
1966: Международный фестиваль детей и юношества в Каннах: Специальный диплом.